# 布朗森 (密歇根州)
布朗森（英語：Bronson）是一個位於美國密歇根州布蘭奇縣的城市。

## 人口
根據2020年美國人口普查的數據，布朗森的面積為3.55平方千米，當中陸地面積為3.55平方千米，而水域面積為0.00平方千米。當地共有人口2307人，而人口密度為每平方千米650人。